# Sonia Mankaï
Sonia Mankaï (àrab: سنية المنقعي, Sūniya al-Manqaʿī) és una actriu franco-tunisiana.

## Biografia
Es va graduar al Conservatori de Teatre d'Estrasburg. Al cinema, va ser revelada al gran públic el 1996 gràcies al seu paper de Meriem a Un été à La Goulette de Férid Boughedir.
El 1998, va rebre el premi d'interpretació femenina pel seu paper de Noria a La Nuit du destin d'Abdelkrim Bahloul, a la XIX edició de la Mostra de València.
El 2011, va ser membre del jurat de la tercera edició del Festival de Cinema de Tunísia, que es va celebrar del 25 al 27 de novembre a París. El desembre 2014, va formar part del jurat de la segona edició del festival de les Nits del curtmetratge tunisià, també a Paris.

## Filmografia

### Cinema
Llargmetratges
- 1990: Outremer de Brigitte Roüan
- 1991: Isabelle Eberhardt d'Ian Pringle
- 1993: Le Nombril du monde d'Ariel Zeitoun
- 1996: Un été à La Goulette de Férid Boughedir: Meriem
- 1996: El pacient anglès d'Anthony Minghella
- 1996: Il était une fois Donyazad de Merzak Allouache
- 1997: La Nuit du destin d'Abdelkrim Bahloul
- 1998: Les Cachetonneurs de Denis Dercourt
- 1999: Un pur moment de rock'n roll de Manuel Boursinhac
- 2000: Scènes de crimes de Frédéric Schoendoerffer
- 2000: La Bostella d'Édouard Baer: Karima
- 2005: Le Prince de Mohamed Zran

Curtmetratges
- 1993: Tanitez-moi de Nadia El Fani
- 1999: Le Clown d'Alexandre Ciolek
- 2009: Je ne suis pas raciste, mais... d'Axelle Laffont

### Televisió
Sèries de televisió
- 1994: Between the Lines (episodi Foxtrot Oscar) d'Alan Dossor
- 1998: Le Sélec (episodi Le Clandestin) de Jean-Claude Sussfeld
- 1999: L'Avocate (episodi Le Piège) de Jean-Claude Sussfeld
- 2000: Lyon police spéciale (episodi Apprivoisement) de Dominique Tabuteau
- 2000-2001: L'institut de Miguel Courtois
- 2001: Joséphine, ange gardien (episodi Romain et Jamila) de Jacob Berger: Jamila
- 2003: Brigade des mineurs de Miguel Courtois
- 2004-2005: Léa Parker de Robin Davis i Jean-Pierre Prévost
- 2009: Maktoub (temporada 2) de Sami Fehri[4]

Telefilms
- 2002: Léa tout simplement d'Étienne Dhaene
- 2011: Le Piège afghan de Miguel Courtois
- 2015: Au revoir... et à bientôt! de Miguel Courtois: Erica

### Direcció
El 2007, va rebre el premi de bronze al millor curtmetratge al Festival Internacional de Cinema de Dubai.
- 2006: El Ezz de Sonia Mankaï (directora) i Natacha de Pontcharra (guionista)

## Teatre
- La Sœur du Grec, text i direcció de Jean-Luc Moreau
- Si tu veux être mon amie, direcció d'Anne Bauer
- Le Tartuffe ou l'Imposteur de Molière, direcció de Jacques Bachelier
- Le Songe d'une nuit d'été de William Shakespeare, direcció de Jacques Bachelier
- De Rodrigue à Rodrigue, direcció de Jacques Bachelier
- Histoire du soldat d'Igor Stravinsky i Charles Ferdinand Ramuz, direcció de Jacques Bachelier